# Terrehault
Terrehault är en kommun i departementet Sarthe i regionen Pays de la Loire i nordvästra Frankrike. Kommunen ligger i kantonen Bonnétable som tillhör arrondissementet Mamers. År 2022 hade Terrehault 143 invånare.

## Befolkningsutveckling
Antalet invånare i kommunen Terrehault
| Referens: INSEE |